# Rajšahí
Radžašáhi je město v Bangladéši. Leží na severním břehu řeky Padma v západní části země. Je správním a nejlidnatějším městem Rádžašáhské oblasti. V roce 2022 zde žilo 553 tisíc obyvatel a šlo šesté nejlidnatější město v zemi. Jen několik kilometrů od města se nachází Indicko-bangladéšská státní hranice, přičemž město samotné je obklopeno satelitními městy Nowhata a Katakhali.   
Území, kde město dnes leží, bylo v minulosti ovládáno říší Pundravardhana. Založeno bylo v roce 1634. V 18. století ve městě po jistou dobu pobývali Nizozemci než se město stalo součástí Britské Indie. Historicky je město známé díky významné produkci hedvábí. Město je pak někdy označováno jako "město vzdělání". Podle deníku The Guardian je nejčistším městem v Bangladéši a také bangladéšským městem, které je vůbec nejšetrnější k životnímu prostředí. Oficiálními jazyky jsou bengálština a angličtina a nachází se zde Univerzita v Rajšahí. Asi 94 % obyvatel vyznává islám a 5 % obyvatel jsou hinduisté.   